# Brontaea
Brontaea is een geslacht van insecten uit de familie van de echte vliegen (Muscidae), die tot de orde tweevleugeligen (Diptera) behoort.

## Soorten
- B. eremophila (Brauer & Bergenstamm, 1894)
- B. genurufa (Pandellé, 1899)
- B. humilis (Zetterstedt, 1860)
- B. pappi (Mihalyi, 1975)
- B. polystigma (Meigen, 1826)
- B. tonitrui (Wiedemann, 1824)